# Dzień za Dniem
Dzień za Dniem – prywatny tygodnik lokalny, ukazujący się na terenie sześciu gmin: Lubrzy, Łagowa, Skąpego, Szczańca, Świebodzina oraz Zbąszynka w obszarze powiatu świebodzińskiego w województwie lubuskim.
W 2010 gazeta drukowana była w nakładzie 3800 egzemplarzy. Czasopismo posiada również witrynę internetową.

## Tematyka
Tygodnik skierowany jest na wielopokoleniowego czytelnika we wsiach i miastach regionu. Na łamach gazety ukazują się teksty związane z aktualnymi wydarzeniami w regionie, dotyczące różnorodnych zjawisk społecznych i publicznych, bieżącego funkcjonowania samorządów, instytucji i placówek oświatowo-wychowawczych, a także kultury i sportu na terenie powiatu świebodzińskiego i województwo lubuskiego.
Jedną z funkcji pisma są usługi reklamowe i ogłoszeniowe. Korzystają z nich firmy prowadzące działalność na terenie województwa, urzędy samorządowe, komornicy, urzędy skarbowe oraz mieszkańcy regionu.